# Campionatul Mondial de Scrimă din 1989
Campionatul Mondial de Scrimă din 1989 s-a desfășurat în perioada 5–15 iulie la Denver în Statele Unite. Pentru prima dată în Campionatele Mondiale le-au fost organizate probe de spadă feminin, la individual și pe echipe.

## Rezultate

### Masculin
| Probă                 | Aur                                                                                                 | Argint                                                                      | Bronz                                                                                             |
| Spadă la individual   | Manuel Pereira (ESP)                                                                                | Sandro Cuomo (ITA)                                                          | Pavel Kolobkov (URS)                                                                              |
| Spadă pe echipe       | Italia Sandro Cuomo Angelo Mazzoni Stefano Pantano Sandro Resegotti                                 | RFG Elmar Borrmann Robert Felisiak Stefan Hörger Thomas Gerull Günter Jauch | Cuba Wilfredo Loyola Nelson Loyola Pedro Merencio Carlos Pedroso Lazaro Castro                    |
| Floretă la individual | Alexander Koch (FRG)                                                                                | Philippe Omnès (FRA)                                                        | Mauro Numa (ITA)                                                                                  |
| Floretă pe echipe     | Uniunea Sovietică Aleksandr Romankov Serhii Holubîțkîi Ilgar Mammadov Boris Korețki Dmitri Șevcenko | RFG Thorsten Weidner Matthias Gey Thomas Endres Alexander Koch              | Franța Philippe Conscience Laurent Bel Philippe Omnès Patrice Lhôtellier                          |
| Sabie la individual   | Grigori Kirienko (URS)                                                                              | Jarosław Koniusz (POL)                                                      | Felix Becker (FRG)                                                                                |
| Sabie pe echipe       | Uniunea Sovietică Grigori Kirienko Andrei Alșan Serghei Koriașkin Serghei Mindirgasov               | RFG Frank Bleckmann Felix Becker Jürgen Nolte Ulrich Eifler Jörg Kempenich  | Franța Jean-François Lamour Philippe Delrieu Franck Ducheix Pierre Guichot Jean-Philippe Daurelle |

### Feminin
| Probă                 | Aur                                                                                     | Argint                                                                                         | Bronz                                                                            |
| Spadă la individual   | Anja Straub (SUI)                                                                       | Ute Schäper (FRG)                                                                              | Annalisa Coltorti (ITA)                                                          |
| Spadă pe echipe       | Ungaria Gyöngyi Szalay Mariann Horváth Marina Várkonyi Diana Eöri Zsuzsanna Szőcs       | Italia Annalisa Coltorti Laura Chiesa Elisa Uga Alessandra Anglesio Saba Amendolara            | Elveția Suzanne Rompza Isabelle Pentucci Anja Straub                             |
| Floretă la individual | Olga Veliciko (URS)                                                                     | Anja Fichtel (FRG)                                                                             | Zita Funkenhauser (FRG)                                                          |
| Floretă pe echipe     | RFG Anja Fichtel Sabine Bau Susanne Lang Zita Funkenhauser Anette Klug Christiane Weber | Uniunea Sovietică Olga Veliciko Tatiana Sadovskaia Olga Votshakina Elena Grișina Elena Glikina | Italia Francesca Bartolozzi Diana Bianchedi Giovanna Trillini Margherita Zalaffi |

## Clasament pe medalii
| Loc | Țară              | Aur | Argint | Bronz | Total |
| --- | ----------------- | --- | ------ | ----- | ----- |
| 1   | Uniunea Sovietică | 4   | 1      | 1     | 6     |
| 2   | RFG               | 2   | 5      | 2     | 9     |
| 3   | Italia            | 1   | 2      | 3     | 6     |
| 4   | Elveția           | 1   | 0      | 1     | 2     |
| 5   | Spania            | 1   | 0      | 0     | 1     |
| 5   | Ungaria           | 1   | 0      | 0     | 1     |
| 7   | Franța            | 0   | 1      | 2     | 3     |
| 8   | Polonia           | 0   | 1      | 0     | 1     |
| 9   | Cuba              | 0   | 0      | 1     | 1     |